# Zöngés és zöngétlen párok
A mássalhangzók lehetnek zöngések és zöngétlenek. A mássalhangzó valamilyen akadálynak leküzdéséből (súrlódva, pattanva stb.) keletkezik. Ha ilyenkor a levegő a gégéből a hangszalagok közül áramlik: zöngés, ha a hangszalagok nem rezegnek: zöngétlen mássalhangzó jön létre.
| zöngés | zöngétlen |
| ------ | --------- |
| b      | p         |
| d      | t         |
| dz     | c         |
| dzs    | cs        |
| g      | k         |
| gy     | ty        |
|        | h         |
| j      |           |
| l      |           |
| ly     |           |
| m      |           |
| n      |           |
| ny     |           |
| r      |           |
| v      | f         |
| z      | sz        |
| zs     | s         |

Két ajak közt zöngés az m és a b, zöngétlen a p; a nyelvhegy és fogtő között zöngés az n és a d, zöngétlen a t; a nyelvközép és szájpadlás közt zöngés a g és zöngétlen a k; az ajak és fog között zöngés a v, zöngétlen az f. Peregve zöngés az r, és bár a hangszálak közül jön, zöngétlen a h.